# ドイツ規格協会

ドイツ規格協会のロゴ

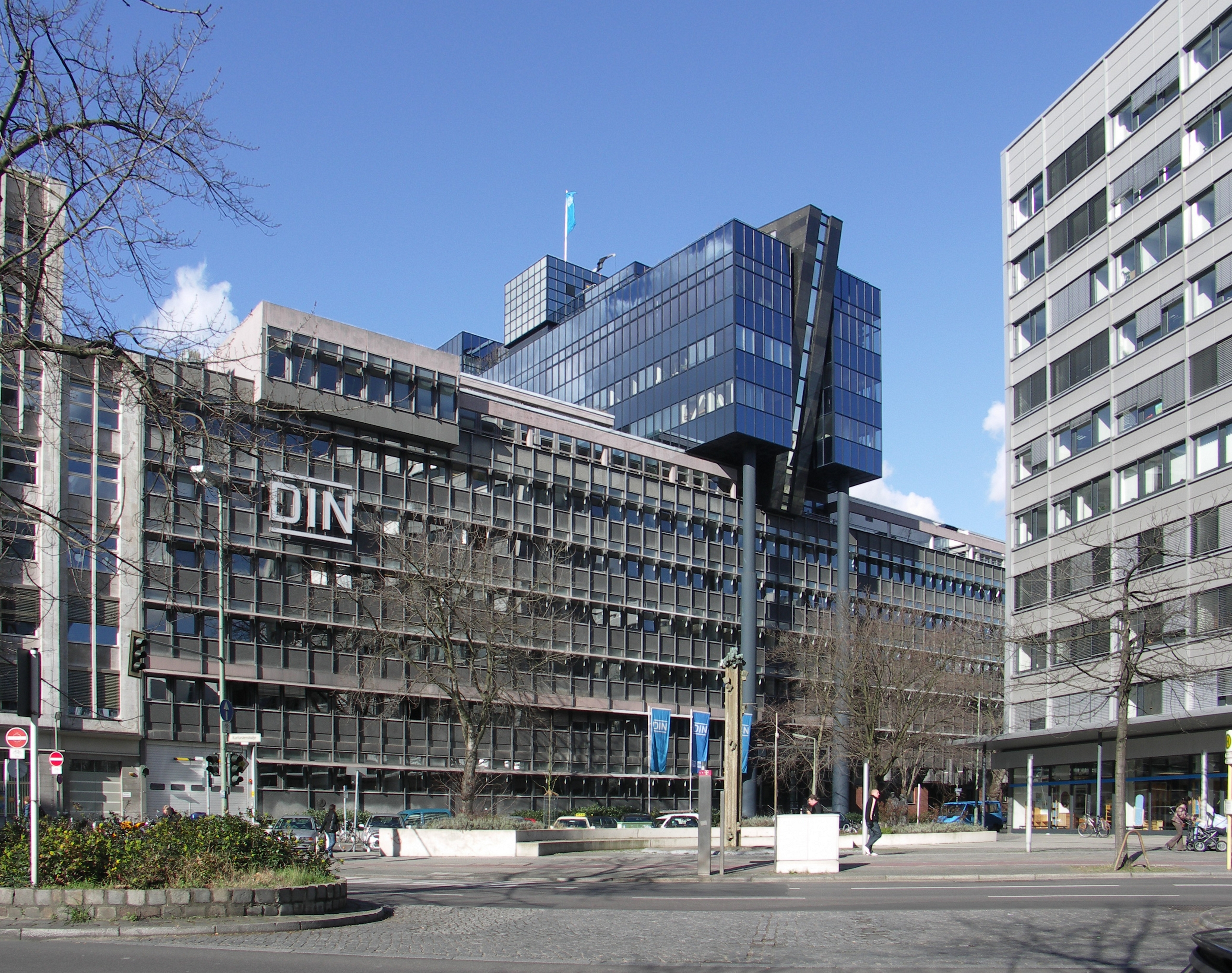
ベルリン・ティーアガルテン地区にあるドイツ規格協会の本部

ドイツ規格協会登録社団（ドイツきかくきょうかい、ドイツ語: Deutsches Institut für Normung e.V.、DIN）は、ドイツの国家標準化団体であり、ISO加盟機関である。
DINは、ベルリンに本部を置く登記社団(e.V.)である。DINは、現在約3万のDIN規格（DIN-Norm）を制定しており、ほぼ全ての技術分野をカバーしている。

## 歴史
1917年にNormenausschuß der deutschen Industrie（NADI、ドイツ工業標準化委員会）として設立された。工業製品だけではなく、多くの分野で標準化問題に取り組んでいることを反映して、1926年にDeutscher Normenausschuß（DNA、ドイツ標準化委員会）に改称された。1975年にDeutsches Institut für Normung(DIN)に改称され、国際および欧州レベルでドイツの利益を代表する公式の国家標準化団体としてドイツ政府から認められた。
頭字語"DIN"は、Deutsche Industrienorm（ドイツ工業規格）の略と誤って伝えられることが多い。これは主にNADI時代からの歴史的起源によるものである。NADIの時代には実際にその規格をDI-Norm（Deutsche Industrienorm、ドイツ工業規格）として公表していた。例えば、1918年に最初に発行された規格はDI-Norm 1（テーパーピンについて）だった。現在のDINの規格は正しくはDIN-Norm（DIN規格）というが、今なお多くの人が誤って規格名称にDI-Normをつけている。
最も初期の、そしておそらく最もよく知られている規格の一つに、1922年に制定されたDIN 476がある。これは紙の寸法のAシリーズを初めて導入した規格で、1975年にISO 216として国際規格に採用された。現代の技術における一般的な例には、電子機器用のDINコネクタやミニDINコネクタ、電子機器収納ラックのDINレールなどがある。

## DIN規格の名称
DIN規格の名称はその由来を示している。（以下の例で#は規格番号を表す）
- DIN # - 主にドイツ国内でのみ重要な規格に使用されるか、国際規格への第一歩として設計されたもの。E DIN #はドラフト規格で、DIN V #は予備規格である。
- DIN EN # - ヨーロッパ規格（ドイツ語版）のドイツ語版に使用されている。
- DIN ISO # - ISO規格のドイツ語版に使用される。
- DIN EN ISO # - ISO規格がヨーロッパ規格としても採用されている場合に使用される。

## DIN規格の例
- DIN 1:MG08重機関銃の軽量化型であるMG08/15の遊底のテーパーピン（ドイツ語版）。
- DIN 476: 紙の寸法（ISO 216として国際規格になっており、ドイツ国内では"DIN EN ISO 216"と呼ばれる）
- DIN 1451: ドイツの鉄道や交通標識で使用されている書体
- DIN 31635: アラビア語のアルファベット翻字の規格
- DIN 72552（英語版）: 自動車の電気端子番号